# پناهگاه امن (فیلم)
پناهگاه امن (به انگلیسی: Safe haven) فیلمی درام، عاشقانه, هیجان انگیز محصول سال ۲۰۱۳ ایالات متحده آمریکا به کارگردانی لاسه هالستروم است. این فیلم در اصل در ۸ فوریه برای انتشار تنظیم شده بود، اما به ۱۴ فوریه ۲۰۱۳ منتقل شد.

## داستان
که برای فرار از شوهر پلیس بدسرپرست و الکلی خود به آنجا گریخت.
در همین حال، کوین به دلیل ایجاد پوسترهای تحت تعقیب کاذب - برای جنایاتی که مرتکب نشده اند - و به دلیل مشروب خوردن در محل کار تعلیق می شود. او شوهر کتی (ارین) است که هنوز زنده و سالم است. یک فلاش بک نشان می دهد که در شبی که کتی فرار کرد، زمانی که کوین در حالت مستی به او حمله کرد، او با چاقو به کوین حمله کرد. او با عصبانیت وارد خانه همسایه سابق کیتی در بوستون می شود و شماره تلفن رستورانی را که کتی در آن کار می کند، می گیرد.
هنگامی که به موقع برای رژه چهارم ژوئیه شهر می رسد، یک کوین به شدت مست، کیتی را در حال بوسیدن الکس می بیند که او را عصبانی می کند. آن شب، او خواب می بیند که در حالی که روی اسکله ایستاده و آتش بازی را تماشا می کند، جو می آید و به او می گوید که "او" اینجاست. کیتی در فروشگاه رفاه در کنار یک لکسی خواب از خواب بیدار می شود که ناگهان کوین ظاهر می شود و با او روبرو می شود و از او می خواهد که با او برگردد. او قبول نمی کند و به او می گوید که برو. کوین یک اسلحه را می کشد و بنزین را در سراسر فروشگاه می ریزد و قصد دارد آن را بسوزاند.
کتی با جعل همدردی و موافقت با او زمان می‌خرد. وقتی نگهبانش را پایین می‌آورد، او را به داخل آب هل می‌دهد. جرقه آتش بازی روی بنزین فرود می آید و آتشی را شعله ور می کند